# Lonan (parish)
Lonan (manx: Skyll Lonan) var en parish på Isle of Man. Den ligger i den centrala delen av Isle of Man, 8 km norr om huvudstaden Douglas. Tidigare var Lonan en självständig parish, men i maj 2016 slogs den samma med Maughold Parish och Laxey Village till Garff Parish District.